# Massimiliano Fachini
Massimiliano Fachini (Tirana, 6 agosto 1942 – Grisignano di Zocco, 3 febbraio 2000) è stato un estremista di destra italiano, esponente di spicco di Ordine Nuovo; fu indagato per la strage di piazza Fontana e per quella di Bologna, venendo poi assolto.
Fu poi condannato per il reato di associazione sovversiva e banda armata, in relazione alla ricostruzione del movimento Ordine Nuovo.

## Biografia
Nato a Tirana ma da sempre vissuto a Padova, era figlio di Vinicio Fachini l'ex questore di Verona negli anni della Repubblica Sociale Italiana. Comincia la sua militanza politica nelle file della destra sin da giovane, come presidente provinciale del FUAN padovano e nell'agosto 1968, mentre le truppe del Patto di Varsavia invadevano la Cecoslovacchia scalò il campanile della Basilica di Sant'Antonio di Padova per esporre la bandiera cecoslovacca in sostegno agli insorti della Primavera di Praga. Un rapporto della polizia politica di Padova all'epoca lo descrisse come "elemento di indubbie capacità organizzative e portato per il suo fanatismo ideologico anche a pericolose intemperanze di estremismo politico".
Nello stesso anno fu sospettato di aver fatto brillare il 10 aprile della dinamite sotto la casa del questore Attilio Bonanno e il 15 aprile 1969 un'altra bomba nella biblioteca del magnifico rettore dell'Università degli Studi di Padova Enrico Opocher che tra i suoi assistenti annoverava Toni Negri. Sulla pista di Fachini la polizia fu messa dalle rivelazioni dell'informatore Nicolò Pezzato che saltuariamente aveva collaborato con la polizia e al momento bazzicava gli ambienti della destra padovana e si era offerto in cambio di denaro. Il commissario Juliano aveva preso tempo e Pezzato gli presentò un altro  informatore Franco Tommasoni che fece dei nomi diversi rispetto a quelli dati da Pezzato e coinvolse il gruppo di Freda e Ventura. Ai due informatori si aggiunse poi anche Giuseppe Roveroni che avvalorò la testimonianza di Tommasoni che coinvolgeva Freda e Ventura ma tutte le rivelazioni fino al momento ricevute si rivelarono inconcludenti.
Il 16 giugno 1969  Juliano richiese l'autorizzazione per perquisire l'appartamento di Fachini e di altri militanti del MSI dopo aver ricevuto delle notizie dallo stesso Pezzato. L'ispettore si era convinto che Fachini fosse l'"armiere" della cellula padovana che faceva capo a Franco Freda. In attesa delle autorizzazioni fu disposto la sorveglianza dell'abitazione di Fachini. La svolta avvenne quando la polizia intercettò Giancarlo Patrese che usciva dall'abitazione di Fachini con un pacchetto che a un'ispezione rivelò contenere dell'esplosivo e una rivoltella.
Patrese rivelò alla polizia di non essere a conoscenza del contenuto del pacchetto e di essere giunto nell'abitazione di Fachini in compagnia di Pezzato che gli aveva consegnato il pacchetto con l'incarico di portarlo fuori e di attenderlo Il portinaio del palazzo Alberto Muraro sostenne invece di non aver notato se Patrese avesse in mano o meno l'involucro ma si disse certo di averlo visto entrare da solo. Il giorno seguente scattarono le perquisizioni per cui era stata richiesta l'autorizzazione ma non portarono a nulla.
Convinto che Patrese fosse uscito dall'abitazione di Fachini Iuliano dispose l'arresto di Fachini ma tutti gli indagati e gli stessi confidenti di polizia scagionarono Fachini dalle accuse. L'unica voce a favore del commissario fu momentaneamente quella del portinaio Alberto Muraro. Juliano, accusato di essere venuto meno ai propri doveri di tutore della legge il 24 luglio fu sospeso dal servizio. Nel frattempo anche il portinaio, esortato dal magistrato a dire la verità, cambiò versione e il 13 settembre il suo corpo senza vita fu ritrovato nel vano ascensore dopo una caduta di diversi metri. La morte fu classificata come accidentale e anche una successiva inchiesta del giudice Gerardo D'Ambrosio che nel 1972 tentò di incriminare Fachini per omicidio si concluse con il proscioglimento dello stesso.
Nel 1970 fu eletto consigliere comunale della sua città nelle file del Movimento Sociale Italiano.
Sempre in quel periodo, dei primissimi anni settanta, aderisce a Ordine Nuovo di cui diviene ben presto uno dei principali referenti nel Veneto. Nel 1978 Fachini organizzò la fuga di Freda che era in attesa della sentenza nel processo per la strage di Piazza Fontana. Freda fu prelevato dal soggiorno obbligato di Catanzaro e fatto espatriare in Costa Rica, dove fu poi arrestato il 23 agosto dell'anno seguente.

### Procedimenti giudiziari
Indicato da alcuni pentiti come esperto dinamitardo e rifornitore di armi ed esplosivo ai vari gruppi dell'ambiente di estrema destra durante gli anni di piombo, venne coinvolto nelle maggiori inchieste sullo stragismo e sull'eversione neofascista italiana in cui, pur se condannato in primo grado, fu sempre assolto poi con formula piena.
Indagato per la strage della stazione di Bologna del 2 agosto 1980, Fachini venne inizialmente condannato all'ergastolo in primo grado con l'accusa di aver fornito l'esplosivo utilizzato nell'attentato, con sentenza emessa l'11 luglio del 1987, a cui si aggiunsero altri 12 anni di carcere per l'accusa di banda armata. Durante la detenzione nel carcere di Rebibbia Fachini fu minacciato dagli estremisti di destra del Movimento Rivoluzionario Popolare, i quali convinti dalle inchieste della magistratura della colpevolezza di Fachini e rifiutando la strategia della tensione, lo minacciarono avvertendolo di non farsi vedere durante le ore d'aria. Fachini, intenzionato a non farsi intimidire affrontò ugualmente gli avversari che lo pestarono violentemente. Secondo le parole di un partecipante all'aggressione si decise di non ucciderlo "perché in carcere le voci erano tante, ma le prove, ovviamente, inesistenti" e "non si può uccidere una persona solo per le voci".
In seguito le condanne di Fachini vennero annullate il 12 luglio del 1990 dalla Corte d'assise d'appello, prima che la Corte di cassazione, su ricorso delle parti civili e della Procura generale, il 12 febbraio 1992, istituisse un nuovo processo d'appello. Nel nuovo procedimento, la prima Corte d'assise d'appello di Bologna, il 16 maggio 1994, optò per l'assoluzione di Fachini, sentenza che venne poi definitivamente confermata dalla Corte di cassazione il 23 novembre del 1995. Nel 2022 la sentenza di condanna in primo grado a Paolo Bellini conferma il coinvolgimento di Fachini della preparazione della strage: "Fachini era a conoscenza della strage, tanto è vero che raccomandò alla sua amica Jeanne Cogolli di allontanarsi da Bologna in quanto vi sarebbe accaduto 'qualcosa di grosso', con ciò intendendo un'azione delittuosa che avrebbe avuto notevole risonanza e che avrebbe potuto portare a una repressione nei confronti dei rappresentanti della destra eversiva".
Per la strage di Piazza Fontana fu rinviato a giudizio davanti alla Corte d’Assise di Catanzaro, insieme a Stefano Delle Chiaie, dopo che alcuni pentiti di estrema destra come Sergio Calore e Angelo Izzo indicarono Fachini come l'esecutore materiale della strage. Rinviati a giudizio il 30 luglio 1986 Fachini e Delle Chiaie furono assolti per non aver commesso il fatto con sentenza emessa il 20 febbraio del 1989. Assoluzione confermata poi dalla Corte d’Assise d’Appello, il 5 luglio 1991.
Fu condannato per il reato di associazione sovversiva e banda armata, in relazione alla ricostruzione del movimento Ordine Nuovo (di cui fu uno degli esponenti di spicco nel Veneto), sciolto con decreto governativo del 21 novembre 1973 e ricostituito alla fine del 1977 intorno alla rivista "Costruiamo l'azione".

### Scarcerazione e morte
Scarcerato nel 1993, Fachini fece ritorno nella sua città natale, Padova, dove subì un attentato dinamitardo, privo però di conseguenze, ad opera di sconosciuti. Negli anni seguenti trovò occupazione come agente di commercio, collaborando anche con società riconducibili all'ex ordinovista Delfo Zorzi. L'ultima sua uscita pubblica riguardò il sostegno alla Comunità di San Patrignano di Vincenzo Muccioli.
La sua morte, per incidente stradale, avvenne il 3 febbraio del 2000 quando, mentre si recava al lavoro a bordo della sua Fiat Bravo, percorrendo un tratto dell'autostrada Milano-Venezia nei pressi di Grisignano, venne coinvolto in un maxi-tamponamento provocato dalla poca visibilità a causa della fitta nebbia.